# 宿松県
宿松県（しゅくしょう-けん）は、中華人民共和国安徽省安慶市に位置する県。

## 行政区画
- 街道:竜山街道、松茲街道
- 鎮:孚玉鎮、復興鎮、匯口鎮、許嶺鎮、下倉鎮、二郎鎮、華亭鎮、涼亭鎮、長鋪鎮
- 郷:高嶺郷、程嶺郷、九姑郷、千嶺郷、洲頭郷、佐壩郷、北浴郷、陳漢郷、隘口郷、柳坪郷、趾鳳郷、河塌郷